# Leoš Kalvoda
Leoš Kalvoda (* 26. března 1958 Brno) je český fotbalový trenér, bývalý prvoligový fotbalista a mládežnický reprezentant Československa.

## Fotbalová kariéra
Odchovanec Zbrojovky Brno začínal v Babicích nad Svitavou. Před odchodem na vojnu do VTJ Tábor (1977–1979) hrál divizi za zbrojovácké B-mužstvo. Dále hrál za PS Přerov (1979–1982), Sigmu Olomouc (1982–1990) a v rakouských nižších soutěžích. Aktivní kariéru končil ve třetiligovém Baníku Ratíškovice. V nejvyšší soutěži odehrál za Sigmu Olomouc 180 utkání a dal 17 gólů. V reprezentaci do 21 let odehrál 5 utkání (1985–1987, jako povolený starší hráč) a za olympijský tým nastoupil jednou (1983).

## Trenérská kariéra
Jako trenér vedl kluby SK Sigma Olomouc, MŠK Žilina (Slovensko), SK Hradec Králové, 1. HFK Olomouc, 1. FC Slovácko, MFK Karviná, 1. FC Přerov, 1. SC Znojmo, opět Sigma Olomouc, MFK Frýdek-Místek, FK Mladá Boleslav, opět 1. HFK Olomouc a opět 1. SC Znojmo (aktuální k 5. říjnu 2018).

### FK Mladá Boleslav
V srpnu 2016 převzal A-tým FK Mladá Boleslav. V prosinci 2016 byl v Mladé Boleslavi z funkce odvolán, nahradil ho Martin Svědík.

## Úspěchy
SK Sigma Olomouc
- 3. místo v české lize 2000/01
- vítěz 2. české ligy 2014/15

MŠK Žilina
- vítěz slovenské ligy 2001/02

1. SC Znojmo
- vítěz 2. české ligy 2012/13

## Ligová bilance
| Ročník                  | Zápasy | Góly | Minuty | Klub              |
| ----------------------- | ------ | ---- | ------ | ----------------- |
| I. liga 1982/83         | 27     | 5    | 2 212  | Sigma ZTS Olomouc |
| II. liga 1983/84        | 29     | 6    | –      | Sigma ZTS Olomouc |
| I. liga 1984/85         | 29     | 4    | 2 583  | Sigma ZTS Olomouc |
| I. liga 1985/86         | 29     | 3    | 2 399  | Sigma ZTS Olomouc |
| I. liga 1986/87         | 21     | 4    | 1 824  | Sigma ZTS Olomouc |
| I. liga 1987/88         | 29     | 0    | 2 596  | Sigma ZTS Olomouc |
| I. liga 1988/89         | 15     | 0    | 1 350  | Sigma ZTS Olomouc |
| I. liga 1989/90         | 30     | 1    | 2 700  | Sigma ZTS Olomouc |
| MSFL 1994/95            | –      | 0    | –      | Baník Ratíškovice |
| CELKEM I. ČS. LIGA      | 180    | 17   | 15 664 |                   |
| CELKEM II. ČS. LIGA     | 29     | 6    | –      |                   |
| CELKEM III. LIGA – MSFL | –      | 0    | –      |                   |